# 井原駅
井原駅（いばらえき）は、岡山県井原市七日市町にある、井原鉄道井原線の駅。

## 歴史
- 1999年（平成11年）1月11日：井原線開業と同時に設置[1]。
- 2009年（平成21年）4月：コミュニティホール内に社直営のラーメン店が開店。
- 2010年（平成22年）8月：コミュニティホール内にD# THE STORE（井原被服協同組合）が開店。
- 2011年（平成23年）4月：社直営のラーメン店を外部に委託（店舗名は「加門」）。
- 2017年（平成29年）
  - 1月：改装のため、D# THE STOREが閉店。
  - 3月：D# THE STORE 改め、井原デニムストア（井原被服協同組合）[参照 1]が開店。同時に、井原デニムミュージアムを開設。
- 2018年（平成30年）10月1日：井原市が観光案内所を開設[2]。
- 2019年（平成31年・令和元年）
  - 4月：外国人客に対応するため、改札の電光掲示板をLED方式から液晶方式に一新[3]。
  - 5月：改元に伴うシステム更新上の都合から、印刷発行機による磁気定期券の発売を中止し、他の有人駅と同様、手書きの補充定期券に変更。これにより伯備線・福塩線・山陽本線などとの連絡定期券ではJR西日本各駅で自動改札機が利用できなくなり、有人改札の通行が必要となった。
  - 10月1日：自動券売機が押しボタン式から、タッチパネル式に変更。購入できる乗車券の種類が増加。この券売機で那須与一にちなむ扇の的が入ったデザインの入場券を発売[4]。

## 駅構造
島式1面2線のホームを持ち列車交換が可能な地上駅。直営駅かつ井原線最大の拠点駅となっており、駅舎のデザインは井原にゆかりのある那須与一の弓矢を模している。また、近年建築された新線にしては珍しく、ホーム西側には改札とを結ぶ遮断機付きの踏切（渡線路）がある。
天井が高くガラス張りの開放的な駅舎内には改札窓口に自動券売機、そのほかには売店・飲食店・特産品展示販売スペース等がある。また、改札通路を挟んで西側が井原鉄道、東側が井原市の持ち分となっており、井原市部分はコミュニティーホールと呼ばれ、各種イベントが開かれ鉄道利用者以外にも開放されている。

### のりば
| ホーム | 路線    | 方向 | 行先           |
| ------ | ------- | ---- | -------------- |
| 1      | ■井原線 | 下り | 神辺方面       |
| 2      | ■井原線 | 上り | 清音・総社方面 |

- 2番線を上下本線、1番線を上下副本線とした一線スルー構造であるが、実際の運用では井原線に各駅停車しか運行されていないため、方向別にホームを使い分けている。

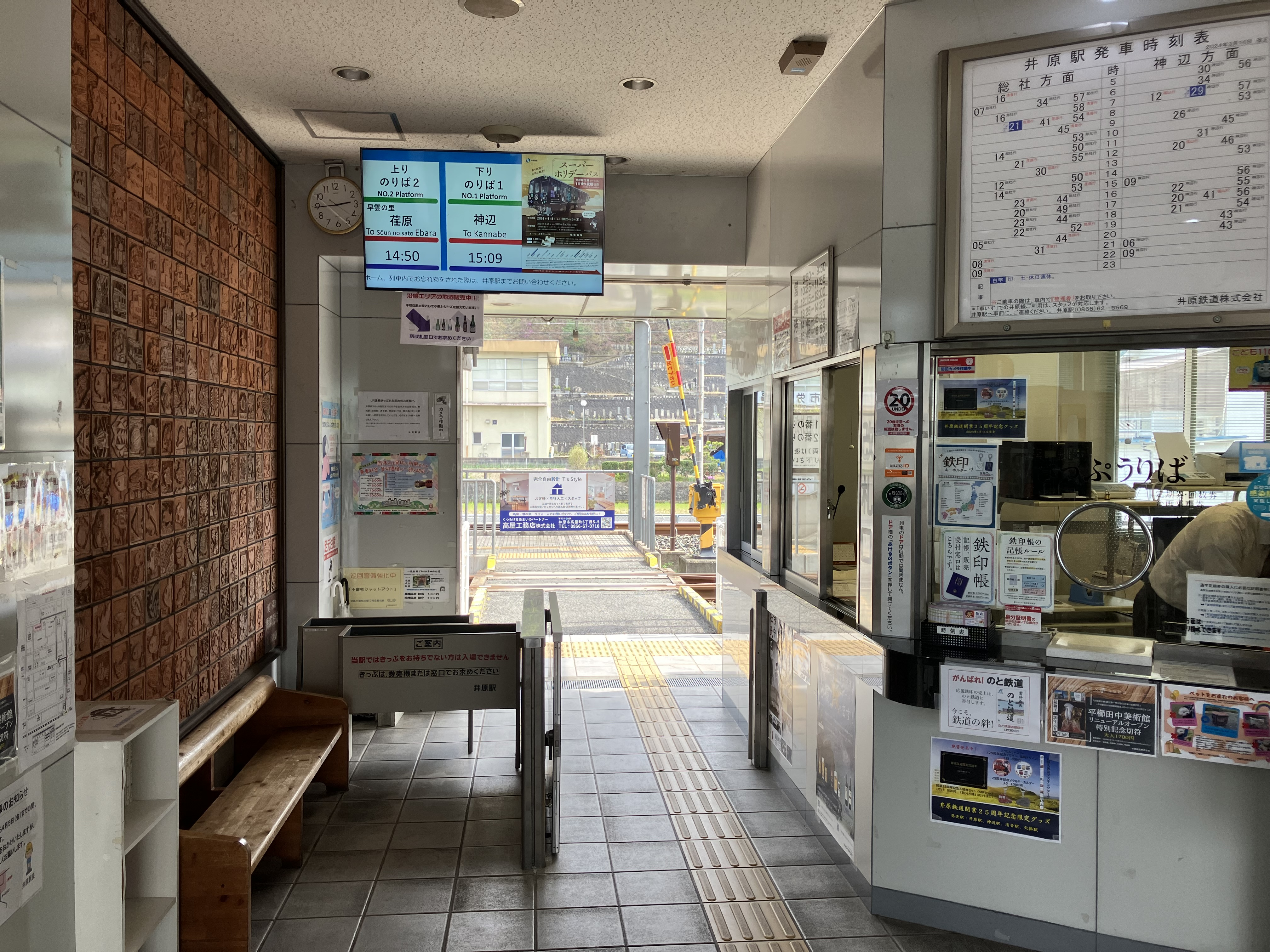
改札口（2024年4月）
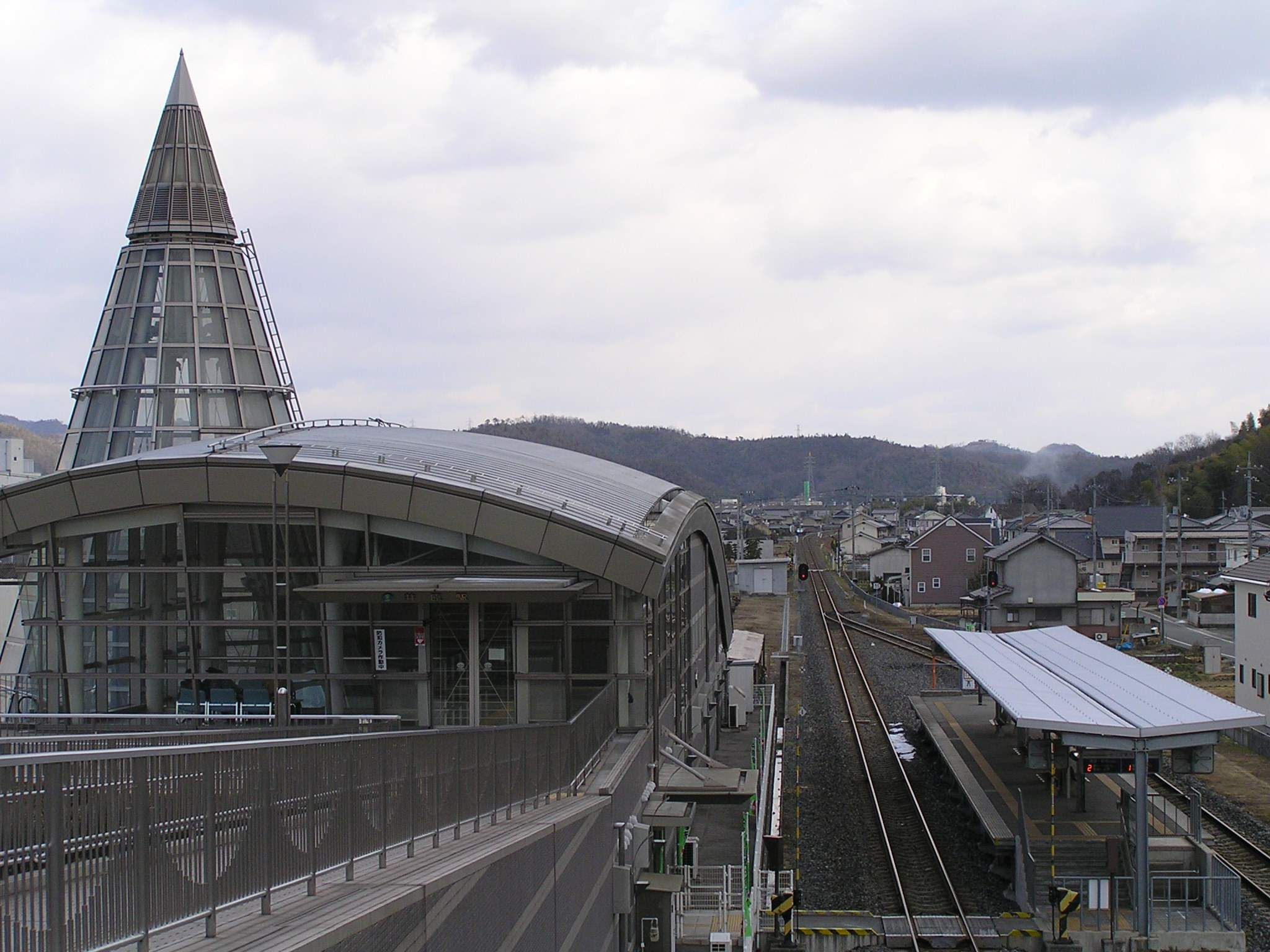
ホーム（2008年1月）

### 構内の店
- 加門（ラーメン店） - お昼時間帯のみ営業。ごんぼうバーガー[5]も扱う。
- 井原デニムストア（井原被服協同組合）

## 利用状況
| 1日乗降人員推移 | 1日乗降人員推移 |
| 年度            | 1日平均人数     |
| --------------- | --------------- |
| 2018年          | 801             |

## 駅周辺
観光施設
- 井原市立平櫛田中美術館 （平櫛田中の作品を展示） - 駅名標下部に同館所蔵の鏡獅子をイラストが描かれている[1]。
- 田中苑 （櫂の木の名所）
- 井原堤 （桜の名所）

公共施設
- 井原市役所
- 井原郵便局
- 井原警察署井原駅前交番
- 井原市地場産業振興センター
- アクティブライフ井原 （井原市生涯学習センター、井原中央公民館）
- 七日市公園

商業施設
- ハローズ 井原店
- ディオ 井原店
- ハート井原店[7]

交通施設
- 国道313号
- 国道486号
- 岡山県道34号笠岡井原線
- 岡山県道102号下御領井原線

## バス路線
- 凡例
  - ■ 北振バス
  - ■ 井笠バスカンパニー

| のりば番号 | 路線番号・路線名                  | 行先・方面など                                                                       | 備考                                               |
| ---------- | --------------------------------- | ------------------------------------------------------------------------------------ | -------------------------------------------------- |
| 1          | ■笠岡井原線                       | 山王口・宮の端・追分・笠高入口・笠岡駅前                                             |                                                    |
| 1          | ■笠岡井原線                       | 山王口・宮の端・追分・笠高入口・笠岡駅前・笠岡市民病院                               | 平日のみ運行                                       |
| 1          | ■笠岡井原線                       | 井原バスセンター・井原市民病院                                                       |                                                    |
| 2          | ■1 井原福山線                     | 御領・奈良津・福山駅前                                                               |                                                    |
| 2          | ■15 井原福山線                    | 井原バスセンター                                                                     |                                                    |
| 3          | ■井原あいあいバス井原市街地循環便 | 田中美術館・市民病院前・井原高入口・図書館・井原バスセンター                         |                                                    |
| 3          | ■井原あいあいバス嫁いらず観音線   | 市民体育館・嫁いらず観音・子守唄の里高屋駅・匠住宅・スターハイツ・宮の端・山王口     |                                                    |
| 3          | ■井原あいあいバス馬越恭平線       | 山王口・宮の端・県主小学校・木之子中学校・早雲の里荏原駅・田中生誕地・興譲館入口     |                                                    |
| 3          | ■井原あいあいバス嫁いらず観音線   | 興譲館入口・田中生誕地・早雲の里荏原駅・荏原小学校・法泉寺・興譲館高校               |                                                    |
| 3          | ■井原あいあいバス野上線           | 田中美術館・市民病院前・井原高入口・興譲館高校・法泉寺・黒木公民館・細見・青野校前   | 月曜・木曜のみ運行                                 |
| 3          | ■井原あいあいバスぶどうの里線     | 田中美術館・市民病院前・井原高入口・正覚院・稗原・青野校前                           | 火曜・金曜のみ運行                                 |
| 3          | ■井原あいあいバス子守唄の里線     | 井原高入口・市民病院前・市民体育館・嫁いらず観音・子守唄の里高屋駅・高屋小学校・山王 | 水曜・土曜のみ運行                                 |
| 4          | ■井原 - 共和・弥高山入口線        | 市民病院前・与井・芳井支所前・共和                                                   |                                                    |
| 4          | ■井原 - 共和・弥高山入口線        | 市民病院前・与井・芳井支所前・共和・村入・弥高山入口                                 |                                                    |
| 4          | ■井原 - 共和・弥高山入口線        | 市民病院前・簗瀬・芳井支所前・共和                                                   | 平日登校日のみ運行                                 |
| 4          | ■井原 - 佐屋線                    | 市民病院前・与井・芳井支所前・明治・佐屋                                             | 一部の便は芳井支所前で乗り換え                     |
| 4          | ■井原 - 佐屋線                    | 市民病院前・簗瀬・芳井支所前・明治・佐屋                                             | 平日登校日のみ運行。一部の便は芳井支所前で乗り換え |
| 4          | ■井原 - 山野下市・山野田原線      | 市民病院前・与井・芳井支所前・山野下市                                               |                                                    |
| 4          | ■井原 - 山野下市・山野田原線      | 市民病院前・与井・芳井支所前・山野下市・山野田原                                     | 一部の便は芳井支所前で乗り換え                     |
| 4          | ■井原 - 三山・黒萩・宇戸谷線      | 市民病院前・興譲館高校前・田輪・谷山・美星産直プラザ・美星支所前                     |                                                    |
| 4          | ■井原 - 三山・黒萩・宇戸谷線      | 市民病院前・興譲館高校前・田輪・谷山・美星産直プラザ・美星支所前・下田・黒萩         | 平日・土曜のみ運行                                 |
| 4          | ■井原 - 三山・黒萩・宇戸谷線      | 市民病院前・興譲館高校前・田輪・谷山・美星産直プラザ・美星支所前・下田・宇戸谷       | 平日のみ運行                                       |
| 4          | ■                                 | 井原バスセンター                                                                     |                                                    |

## その他
- 駅の700メートル北北西にある井原バスセンターは、かつての井笠鉄道井原駅であり、本線と神辺線はそこでスイッチバックを行っていた。その後、井笠鉄道の鉄道線は廃止となり、線路敷の一部が井原鉄道井原線の用地に転用された際、スルー運転とするために、旧本線と旧神辺線の東西の延長線上に現在の井原駅が建設された。井笠鉄道は2012年（平成24年）10月31日限りで事業を停止し、中国バスに暫定的に引き継がれたが、土地と建物は井原市が買い取り、2015年（平成27年）に全面改築した。中国バスの子会社として設立された井笠バスカンパニーと、井笠鉄道から事業停止直前に独立した北振バスが使用している。
- パークアンドライド用に、駅南側に第一・第二あわせて153台分の駐車場がある。

## 隣の駅
井原鉄道
■井原線
早雲の里荏原駅 - 井原駅 - いずえ駅

### 参照
1. ↑  井原デニムストア